# Лестер (Західна Вірджинія)
Лестер (англ. Lester) — місто (англ. town) в США, в окрузі Релей штату Західна Вірджинія. Населення — 338 осіб (2020).

## Географія
Лестер розташований за координатами 37°43′55″ пн. ш. 81°18′10″ зх. д. / 37.73194° пн. ш. 81.30278° зх. д. (37.732044, -81.302733).  За даними Бюро перепису населення США в 2010 році місто мало площу 1,30 км², з яких 1,30 км² — суходіл та 0,00 км² — водойми.

## Демографія
Згідно з переписом 2010 року, у місті мешкало 348 осіб у 143 домогосподарствах у складі 95 родин. Густота населення становила 268 осіб/км².  Було 175 помешкань (135/км²).
Расовий склад населення:
| - 83,9 % — білих - 13,8 % — чорних або афроамериканців - 0,3 % — корінних американців |

До двох чи більше рас належало 2,0 %. Частка іспаномовних становила 0,3 % від усіх жителів.
За віковим діапазоном населення розподілялося таким чином: 25,3 % — особи молодші 18 років, 56,6 % — особи у віці 18—64 років, 18,1 % — особи у віці 65 років та старші. Медіана віку мешканця становила 40,1 року. На 100 осіб жіночої статі у місті припадало 96,6 чоловіків;  на 100 жінок у віці від 18 років та старших — 100,0 чоловіків також старших 18 років.
Середній дохід на одне домашнє господарство  становив 46 258 доларів США (медіана — 43 750), а середній дохід на одну сім'ю — 47 917 доларів (медіана — 43 500). За межею бідності перебувало 22,8 % осіб, у тому числі 29,1 % дітей у віці до 18 років та 0,0 % осіб у віці 65 років та старших.
Цивільне працевлаштоване населення становило 106 осіб. Основні галузі зайнятості: освіта, охорона здоров'я та соціальна допомога — 29,2 %, роздрібна торгівля — 23,6 %, сільське господарство, лісництво, риболовля — 13,2 %, транспорт — 12,3 %.